# Burgus Budakalász-Luppa csárda
Der Burgus Budakalász-Luppa csárda war ein römischer Militärposten, der als spätantiker Wohn- und Wachturm zur Überwachung eines Donauabschnitts des pannonischen Limes (Limes Pannonicus) diente. Der Strom bildete in weiten Abschnitten die römische Reichsgrenze. Die vollständig ergrabenen Überreste der Befestigung lagen bei Luppa csárda (auch: Lupa csárda), einem Ortsteil der Kleinstadt Budakalász im ungarischen Komitat Pest, nahe am Westufer des Donau-Westarms. Über Teilen der Fundamente entstand nach der Grabung ein Wochenendhaus. Ein bekannter publizierter Fund ist das Imitat eines Diatretglases.

## Lage und Forschungsgeschichte

Der Limes Pannonicus am Pilisgebirge

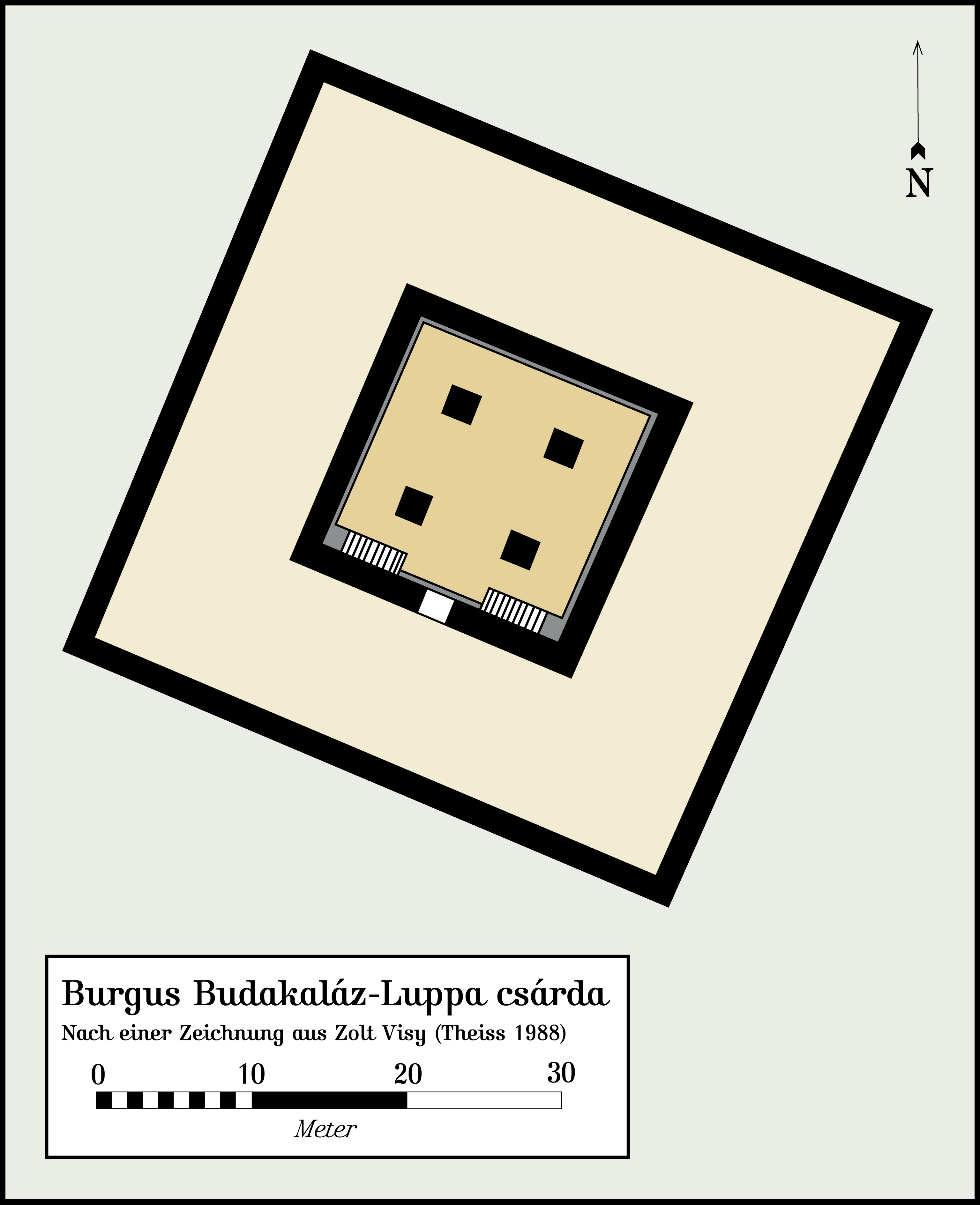
Der Burgus in einer vervollständigten Grundrisszeichnung

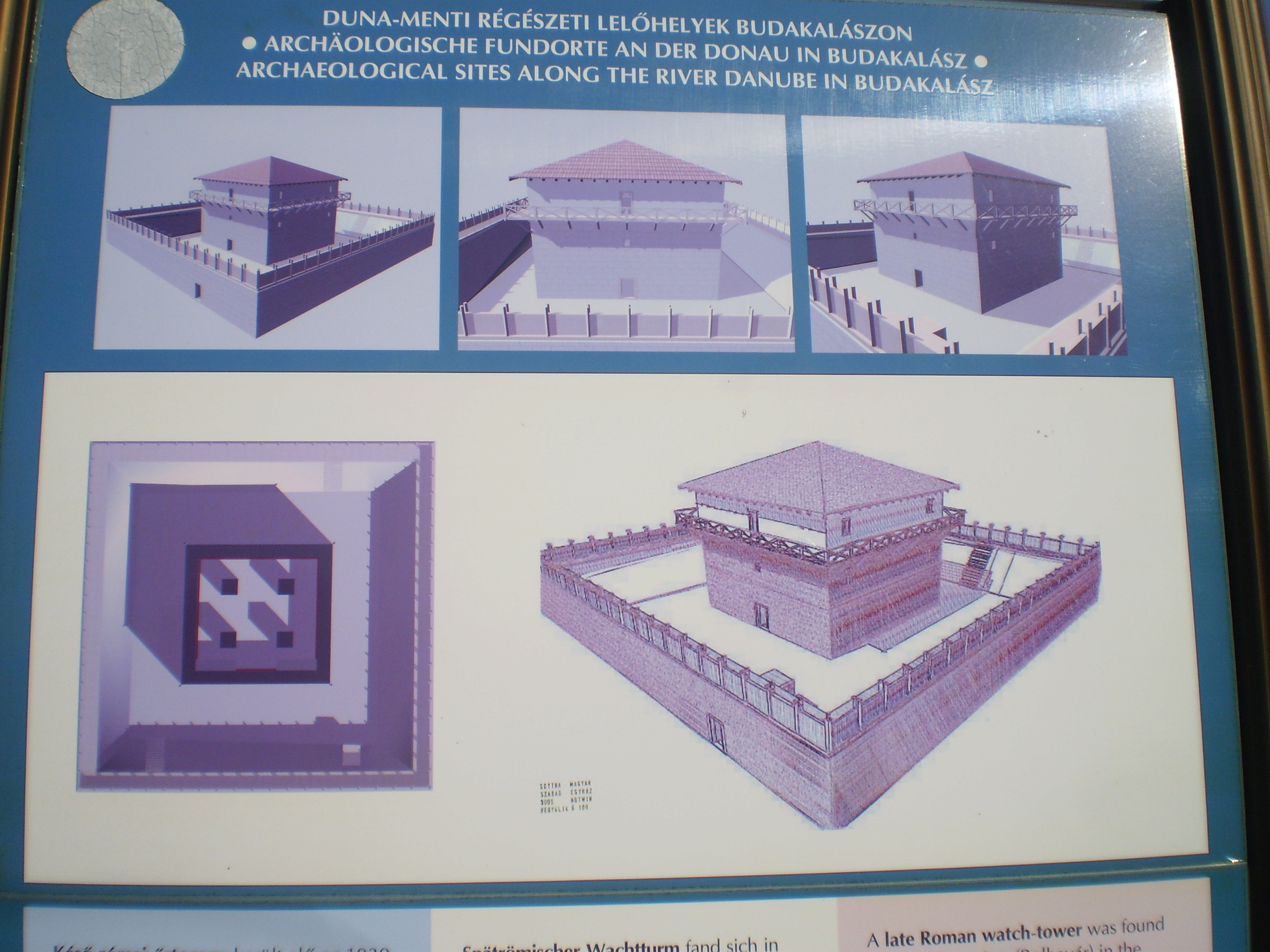
Rekonstruktion des Burgus

Das Gebiet bei Budakalász-Luppa csárda (deutsch: Luppa-Heideschenke) war schon in vorgeschichtlicher Zeit besiedelt. Zwischen 1952 und 1961 legte hier der Archäologe Sándor Soproni (1926–1995) mit 439 kupferzeitlichen Gräbern den bedeutendsten Fundplatz der Péceler Kultur frei und fand dabei unter anderem den damals weltberühmt gewordenen Wagen von Budakalász. Der römische Wachposten von Budakalász-Luppa csárda wurde auf dem Gebiet der im 4. Jahrhundert n. Chr. eingerichteten pannonischen Provinz Valeria an den südöstlichen Ausläufern des Pilisgebirges errichtet. Er stand am Westufer des Donauwestarms, nahe dem dort mündenden Barát-Baches. In östlicher Richtung konnte die einstige Turmbesatzung über den Flussarm hinweg die hier nur noch sehr schmale Landzunge der südlich auslaufenden Donauinsel Szentendrei (Sankt-Andrä-Insel) überblicken und den Hauptstrom des Flusses überwachen. Nach Norden bestand Sichtkontakt mit dem Ländeburgus am Dera-Bach, im Süden lag bei Békásmegyer am Ufer ein Wachturm, der Signale empfangen und über eine dichte Postenkette bis zum Legionslager Aquincum (Budapest) weitergeben konnte. Westlich von Luppa csárda verlief ungefähr unter der heutigen Landstraßentrasse die antike Heer-, Handels- und Grenzstraße.
Die kleine Anlage wurde 1932 bis 1934 von dem Archäologen Lajos Nagy (1897–1946) vollständig freigelegt. Eine Publikation zu dieser Grabung ist bisher nicht erschienen. 1952 nahm Sándor Soproni eine Untersuchung vor Ort vor. Die Ausgrabung ist schon lange in Teilen von einem Wochenendhaus überbaut, die noch stehenden Fundamentreste sind in dessen Garten sichtbar erhalten.

## Baugeschichte
Der valentinianische Burgus bestand aus einem rechteckigen Wohn- und Wachturm mit 1,5 Meter starken Steinmauern. Dieses Bauwerk war mittig in einem im Inneren 39 × 39 Meter umfassenden, gemauerten Hofgeviert errichtet worden. Der Aufbau folgte in seinen Maßen und im Grundriss den heute noch sichtbaren Überresten der Anlage von Leányfalu. Mit einem umlaufenden Grabenwerk muss gerechnet werden. Der Turm von Luppa csárda wurde von Südwesten her betreten. In seinem 16,3 × 15,5 beziehungsweise 14,8 Meter großen Inneren war links und rechts der Türe je ein Treppenaufgang an der südwestlichen Turmwand installiert, die einst darüberliegenden Stockwerke mit dem massiven Dach wurden von vier Steinpfeilern getragen, die zueinander im Rechteck stehend das Zentrum der Anlage einnahmen. Die stratigraphischen Schichten sind unbekannt.
In nachrömischer Zeit wurde bei Budakalász-Dunapart ein awarisches Gräberfeld angelegt.

## Funde

### Ziegelstempel
Neben Stempeln des Ap Luppiano ord, des Ap Valentini, und des Ap Iovini kamen auch die des Frigeridus dux aus dem Boden. Die Zenturionen Luppianus und Iovinus sowie der Tribun Valentinus waren zeitgleich mit dem Provinz-Oberbefehlshaber Frigeridus aktiv. Frigeridus amtierte zwischen 371 und 373 n. Chr. in Valeria.

### Keramik
Es fanden sich Reste von glasierter, einglättverzierter und oberflächengeglätteter spätantiker Keramik. Ein Bruchstück mit Gittermuster wurde von Soproni veröffentlicht. Das gemeinsame Vorkommen von eingeglätteten und glasierten Stücken ist für viele spätrömische Siedlungsplätze und Gräberfelder in Ungarn charakteristisch. Ohne Kenntnis der einstmaligen stratigraphischen Schichten wie in Luppa csárda ist es jedoch nicht möglich festzustellen, ob die aufgefundene Gittermusterkeramik aus der gleichen Schicht stammt wie die vorgefundene eingeglättete provinzialrömische Keramik, also zeitgleich benutzt wurde. Die grundsätzlichen Schwierigkeiten liegen darin, dass eine genauer gefasste Datierung der spätrömischen eingeglätteten Keramik noch immer nicht möglich ist, da ihre frühe Produktion bereits in der ersten Hälfte des 4. Jahrhunderts begann. Nur in bekannten Schichten und Zusammenhängen aufgedeckte Fundstücke erlauben eine genauere Zuordnung. Die Theorien über eingeglättete Keramik sind heute vielfältig und sehr umstritten. Bei seiner 2004 veröffentlichten Studie zur Keramik aus dem Burgus Budakalász-Luppa csárda kam Katalin Ottományi zu dem Ergebnis, dass sich die gefundenen Stücke zum Ende der zweiten Hälfte des 4. Jahrhunderts datieren lassen. Möglicherweise sind zwei glänzende Bruchstücke mit schwarzer Glättung, vielleicht auch eine bikonische Schüssel, in das erste Drittel des 5. Jahrhunderts zu datieren. Das gesamte Keramikspektrum vom Burgus besteht aus römischen Typen, barbarischer Einfluss lässt sich nicht feststellen.

### Glas
Mit den Keramikfunden kamen die Bruchstücke eines grünen dickwandigen Glasbechers ans Licht, der eine ausladende Wulst besaß. Unter dieser Wulst befanden sich senkrechte Rippen, denen eine wabenartige Verzierung folgte. Das Stück gehört zu einer Gruppe von Gläsern, welche die kostbaren Diatretarbeiten imitieren. Zum weiteren angetroffenen Material zählen Eisenfunde.

### Spolie
Zum Fundmaterial gehörte auch die als Spolie verbaute Grabinschrift der Septimia Theodora, die sich während der Grabung 1934 im Burgus fand. Das stark beschädigte Fragment stammt aus der Zeit zwischen 200 und 250 n. Chr. Es nennt unter anderem einen mil(es) co(hortis) (Kohortensoldat), dessen Name jedoch nicht erhalten blieb. Der Stein wurde wahrscheinlich aus dem nahen, nördlich gelegenen Kastell Szentendre verschleppt.

## Fundverbleib
Das Fundgut aus der Grabung wurde in das Aquincum Museum nach Budapest verbracht. Die Spolie befindet sich im Depot des römischen Lapidariums des Ferenczi-Károly-Museums in Szentendre.

## Villa rustica Budakalász-Dolina

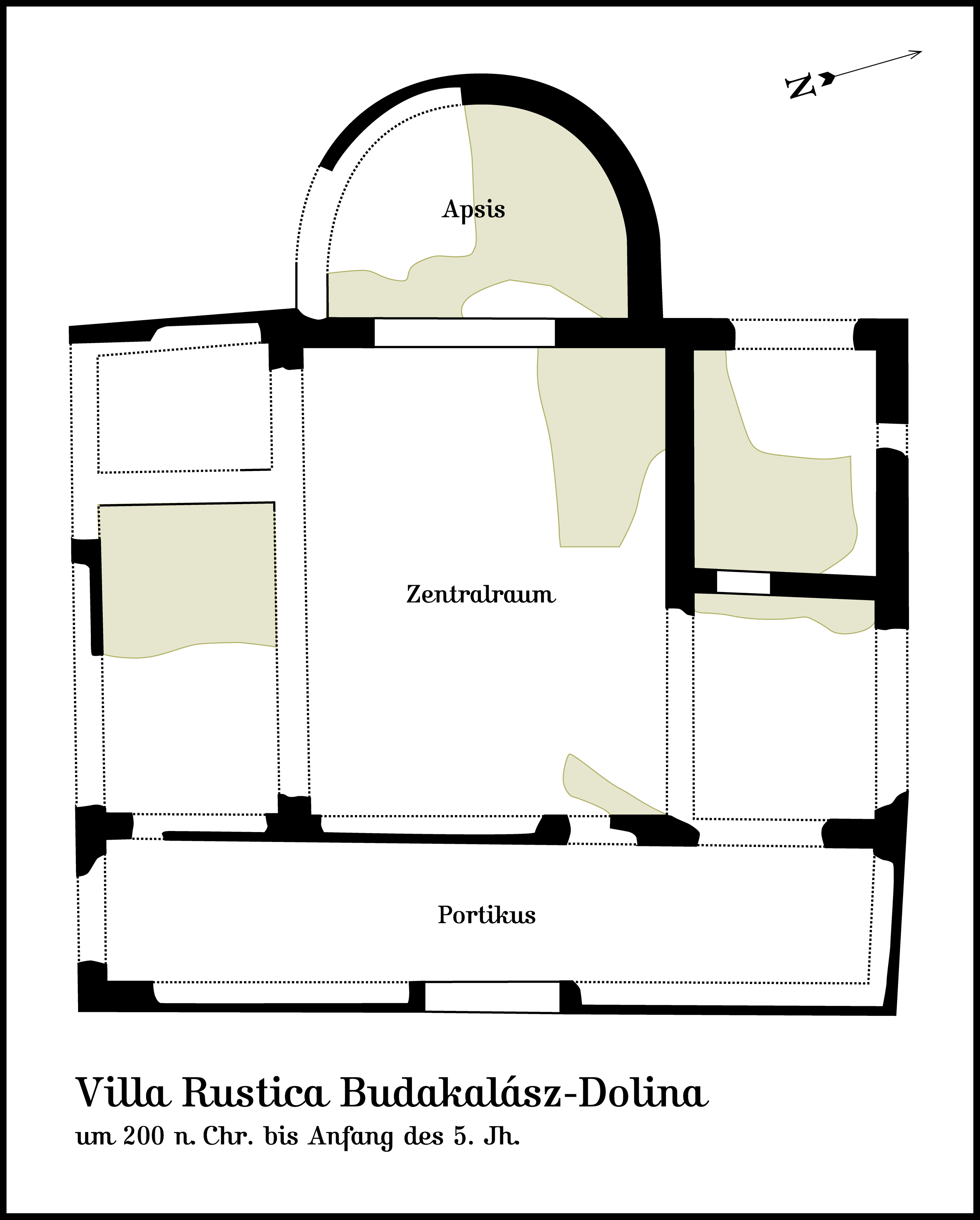
Das Herrenhaus der 1942 ergrabenen Villa

Im Kriegsjahr 1942 legte der Archäologe Tibor Nagy (1910–1995) im Dolina-Tal das Herrenhaus einer kleineren Villa rustica vom Portikus-Typ frei, deren regelmäßiger Grundriss in der zentralen Fluchtachse auf der Rückseite eine halbrunde Apsis aufwies. Nagy, der zur Grabung nur eine kurze Beschreibung herausgab, meinte, in der Apsisnische ein Bad zu erkennen, obwohl das Bodenniveau im Vergleich zum Fußboden der anderen Räume nicht viel niedriger ist. Fast alle Räume waren beheizbar, wobei das System der Hypokaust- und Kanalheizung gleichermaßen Verwendung fand. Der Ausgräber nahm an, dass die Villa rustica von Budakalász-Dolina am Ende des 2. oder zu Beginn des 3. Jahrhunderts entstanden ist. Kanalheizungen wurden im größeren Stil erst in der Spätantike gebräuchlich, was Hinweise auf mögliche spätere Umbauten im Haus gibt. In den meisten Räumen fand sich über der Heizung ein Terrazzo-Fußbodenbelag. An den Wänden des großen zentralen Raumes mit Apsis konnten noch Hohlziegel festgestellt werden, durch die einst vom Fußboden aufsteigende Wärme nach oben hin abgeleitet wurde. Das Ende des landwirtschaftlichen Betriebes wird im 5. Jahrhundert gekommen sein.
Im Dolina-Tal fand sich auch die zerbrochene Grabstele des Septimius Avvo, in die bei einer späteren Zweitverwendung zwei runde Löcher gebohrt worden sind. Es sind zudem weitere Reste landwirtschaftlicher Betriebe aus dem Dolina-Tal am Barát-Bach bekannt, jedoch teilweise nicht ansatzweise so gut erforscht.

## Limesverlauf vom Budakalász-Luppa csárda bis zum Castrum Aquincum
| Strecke | Name/Ort                                                                      | Beschreibung/Zustand |
| ------- | ----------------------------------------------------------------------------- | --- |
| 4       | Budakalász-Barát-patak (Burgus Ulcisia 3)                                     | Die Fundstätte wurde von Lajos Nagy entdeckt. Der nicht ergrabene Burgus befand sich an der südlichen Grenze der Gemeinde Budakalász auf einer unmittelbar über Donau liegenden überhöhten Fläche. Unmittelbar südlich des Forschungsgebiets mündet der heute stark regulierte Barát-Bach in die Donau. Im Jahr 1950 fand Sándor Soproni bei einer Feldbegehung Bauschutt, Fragmente von Tegula und Keramikscherben. Später wiederholte die Archäologin Sarolta Tettamanti diese Feldbegehung und bestätigte mit ihren Lesefunden Sopronis Überprüfung. Der ungefähr 50 × 50 Meter umfassende rechteckige Graben des Wachturms zeigt sich deutlich auf einem Luftbild aus dem Jahr 1955. Der östliche Teil dieses Grabens war bereits von der Donau fortgespült worden. Das Luftbild verdeutlicht auch, dass der eigentliche Turm aufgrund der Erosion damals bereits unmittelbar am Wasser lag. |
| 4       | Budapest-Csillaghegy, 85 Kossuth Lajos üdülőpart (Burgus Ulcisia 4)           | Östlich der historischen Bivalyos-Csárda, an der Kreuzung Piroska utca und Kossuth Lajos üdülőpart, konnte Lajos Nagy vor dem Zweiten Weltkrieg einen weiteren Burgus feststellen. Die quadratischen Baureste, die im Ufersaum der Donau steckten, hatte einen Umfang von 8,10 × 8,10 Metern. Heute lässt sich die genaue Lage des Burgus nicht mehr ermitteln. Anhand der dort aufgelesen Ziegelstempel der Legio II Adiutrix, die in Aquincum (Budapest) ihr Stammlager hatte, datierten Soproni und der Archäologe Tibor Nagy (1910–1995) den Burgus in die Regierungszeit des Kaisers Diokletian (284–305) oder aus der des Konstantin (306–337). Der Epigraphikspezialist Barnabás Lőrincz (1951–2012) hingegen kam anhand der Stempel zu dem Schluss, dass diese und damit der Burgus während der Regierungszeit Valentinians I. entstanden sein muss. |
| 4       | Budapest-Csillaghegy, 59 Kossuth Lajos üdülőpart (Burgus Ulcisia 5)           | An der 59 Kossuth Lajos üdülőpart grub Lajos Nagy im Jahr 1939 einen weiteren Wachturm am Donauufer aus. Sein Wissen um den Fundort, der sich nahe an einem Bootshaus befand, gründete dabei auf Recherchen des Historikers Salamon Ferenc (1825–1892). Der Turm besaß eine Größe von 5,80 × 5,80 Metern, die Mauern waren 1,10 Meter stark. Anhand der Ziegelstempel der Legio II Adiutrix sowie der Cohors milliaria nova Surorum lässt sich nachweisen, dass dieser Turm während der Regierungszeit des Kaisers Commodus (180–192) errichtet wurde. |
| 4       | Budapest-Rómaifürdö (Römerbad), 21 Kossuth Lajos üdülőpart (Burgus Ulcisia 6) | Der ebenfalls ergrabene Burgus hatte einen Umfang von 7 × 6,90 Metern, seine aufgehenden Mauern waren 1,10 Meter stark. Im Fundament wurden die Mauerstärken mit 1,40 bis 1,50 Metern eingemessen. Der ebenerdige Eingang befand sich an der Südseite. Das Fundgut umfasste Ziegelstempel der Legio II Adiutrix sowie Stempel mit den Kürzeln AP IOVINI, AP LVPPIANO ORD, VALENTINI und AP VALENTINI TRB. Außerdem wurden Abdrücke des Frigeridus dux gefunden. Die eindeutig datierbaren Ziegelstempel ordnen den Bau der Regierungszeit Kaiser Valentinians I. unter Frigeridus zu. |
| 4       | Budapest Nanási út 3 (Burgus Ulcisia 16)                                      | Bei schwierigen Ausgrabungen im Garten des ehemaligen Restaurants Berlinger kam im Jahr 2010 an der Nanási út 3 unter anderem ein weiterer stark gestörter valentinianischer Burgus zu Tage. Die Untersuchung war nötig geworden, da das Areal neu bebaut werden sollte. Die römischen Baureste fanden sich an der Südseite der noch zu errichtenden Gebäudefundamente. Bereits am ersten Grabungstag wurden verruste Tegula-Fragmente geborgen, die mit den Stempeln des Figeridus dux und des Valentinus tribunus versehen waren. Im weiteren Verlauf der Untersuchungen konnte der Archäologe Tibor Budai Balogh die Nordwand des höchstwahrscheinlich quadratischen Burgus sowie die Anschlüsse der West- und Ostwand feststellen. Eine weiterführende Untersuchung der Anlage war aufgrund der vorgegebenen Verhältnisse nicht möglich. Die ergrabenen Fundamente der Ostmauer waren 2,20 Meter breit, vom aufgehenden Mauerwerk hatte sich nichts erhalten. An der Westmauer hatten die Fundamente eine Stärke von 1,80 Metern. Hier konnte die aufgehende Mauer noch mit 1,45 Metern eingemessen werden. Die einzige auf voller Breite freigelegte Mauer des Burgus blieb die Nordmauer. Diese war 19,60 Meter lang und im Aufgehenden 1,60 Meter breit. Für die Fundamente dieses Mauerzuges konnten keine Daten erhoben werden. Der innere Abstand zwischen West- und Ostwand betrug 16 Meter. Der Boden des Burgus war weitgehend aus gelbem Stampflehm hergestellt worden. An verschiedenen Stellen, an denen der Lehmboden eingesunken war, hatte ein Bodenausgleich mit zersplitterten Ziegelbrocken und Erde stattgefunden. Möglicherweise hat eine unzureichende Planierung zum nachträglichen Senken des Bodens geführt. Bereits in der Prinzipatszeit hatten an dieser Stelle Bauvorgänge stattgefunden. Durch die Stempel des Figeridus kann der Burgus eindeutig datiert werden, lediglich die Zeit seines Untergangs ist schwerer zu bestimmen. Die vorgefundenen Brandspuren an Wänden und Ziegeln, sowie der an vielen Stellen rotgebrannte Lehm des Fußbodens könnten auf eine Brandkatastrophe hinweisen. Auf dem ansonsten fundleeren Lehmboden und in dessen verfüllten Vertiefungen fanden sich einige wenige spätrömische Münzen. Einen Terminus post quem gibt ein zwischen 388 und 392 geprägter Miliarense aus der Regierungszeit des Kaisers Theodosius I. (379–395). Etwas südlicher ist bereits im Jahr 2005 ein Spitzgraben entdeckt worden. Dessen oberste Verfüllschicht barg ebenfalls einen (FRIG)ERIDVS (VP DVX)-Stempel. Außerdem konnten die Archäologen in diesem Bereich Reste von drei möglicherweise spätrömischen Kalköfen feststellen, die anstelle von ältere römische Bauten des zweiten und dritten Jahrhunderts errichtet worden waren. Die Sondagegrabung von 2005 erbrachte außerdem drei beigabenlose Körperbestattungen. Die Pläne für den Neubau mussten nach der Entdeckung des Burgus geändert werden, damit dieser erhalten werden konnte. So wurde die Tiefgarage an die Westseite des Grundstücks verlegt und der Burgus für künftige Generationen unter Erdreich gesichert. |
| 4       | Budapest-Homokos dűlő (Burgus Ulcisia 7)                                      | Der Fundort des Burgus am Donauufer befindet sich an den Gaswerken in Budapest-Homokos dűlő und liegt auf der verlängerten West-Ost-Achse der nördlichen Stadtgrenze des zivilen Aquincum. Lajos Nagy berief sich bei seinen Angaben zu dieser Turmstelle auf die 1912 angefertigte Zeichnung eines nicht näher beschriebenen „Professors Horváth“. Das quadratische Kernwerk soll danach 7 × 7 Meter umfasst haben. Eine vorgelagerte Umfassungsmauer von 14 × 14 Metern war zum Schutz des Gebäudes vorgesehen. Diese Bauart wäre typisch für ein Werk der valentinianischen Zeit. Nach Varga kann die Umfassungsmauer auf der Zeichnung allerdings auch als Grabenwerk gesehen werden. |
| 4       | Szigetmonostor-Horány (Burgus Ulcisia 8)                                      | → siehe Hauptartikel: Burgus Szigetmonostor-Horány |
| 4       | Dunakeszi (Burgus Ulcisia 9)                                                  | → siehe Hauptartikel: Burgus Dunakeszi |
| 4       | Szentendre-Insel (Burgus Ulcisia 10)                                          | In der Literatur wird das Wissen um einen Wachturm auf dem Südende der Szentendre-Insel bewahrt. Der Fundort wurde bereits von dem Archäologiepionier Flóris Rómer (1815–1889) in den Jahren 1866 und 1877 aufgesucht. Die Beobachtungen Rómers im Abstand von zehn Jahren weichen jedoch deutlich voneinander ab. Im Jahr 1866 skizzierte er ganz grob eine kleine, trapezoide Befestigung, die sich mit ihrem Umriss dem spitz zulaufenden Inselende anpasst. Die weiteste west-östliche Ausdehnung besitzt die Anlage an ihrem nordöstlichen Ende mit 68,30 Metern. Ihre weiteste Längsausdehnung in nordsüdlicher Richtung soll nach Rómer 106,20 Meter betragen haben. Die grundsätzlichen Angaben Rómers werden durch eine Karte des Kartographen Andreas Kneidinger aus dem Jahr 1778 bestätigt. Auch er zeichnete an der Südspitze eine Trapezstruktur. Diese besitzt an den beiden Ecken ihrer nordöstlichen Begrenzung je einen Rundturm. Das sich verjüngende südliche Ende der Anlage läuft dagegen in einen rechteckig dargestellten Vorsprung aus. Als Rómer 1877 wieder vor Ort war, hielt er lediglich einen bis zu einem Meter hoch erhaltenen Rundturm fest. Dieser hatte nach seinen Abmessungen einen Außendurchmesser von acht Metern und eine Wandstärke von 1,70 Metern. Eine Seite hatte die Donau bereits fortgerissen. Laut seiner Angaben war der Turm aus Steinen errichtet worden, die aus einem Steinbruch des Naszály bei Waitzen stammten. Unmittelbar bei der Untersuchung entnommene Funde werden in Rómers Notizen nicht erwähnt. Lajos Nagy und auch János Szilágyi (1907–1988) erklärten bei ihrer Nachuntersuchung lakonisch, dass kreisrunde Türme mittelalterlichen Ursprungs sind. Zudem waren römische Funde von diesem Platz nicht bekannt. Andere Archäologen wie Tibor Nagy (1910–1995) hatten eine grundsätzlich andere Ansicht zur Frage der Rundtürme. Für diese Gruppe können Rundtürme durchaus in römischer Zeit entstanden sein. Der Archäologe Gábor Varga besuchte 2009 die Inselsüdspitze und bestätigte Rómers Beobachtungen vieler diverser Keramikscherben unterschiedlicher Zeitstellung, die allerdings sekundär verlagert waren. Ein typisches Phänomen der Donau, die Material aus allen Zeiten heranspült. |
| 4       | Budapest-Káposztásmegyer (Burgus Ulcisia 11)                                  | Gegenüber dem oben beschriebenen Burgus Ulcisia 4 befand sich am Ostufer der Donau im Barbaricum ein weiterer Turm. Die als Steinbau errichtete Anlage befand sich südlich der Mündung des Szilas- (= Palota-) Bachs und nordöstlich der Megyeri-Csárda. Historisches Kartenmaterial von 1775 und 1826 zeigen die Ruine auf einem kleinen rundlichen Hügel. Der Archäologiepionier Bálint Kuzsinszky (1864–1938) konnte 1895 die Turmreste noch beschreiben, ergaben hat er sie sicher nicht. Der rechteckige Turm stand auf einer Fläche, die einen Kreisdurchmesser von 30 Metern besaß. Die damals noch sichtbaren Mauern besaßen einen Wandstärke von 0,80 Metern. Ein Jahr nach seinem Besuch notierte Kuzsinszky, dass die römischen Mauerreste Opfer des Steinraubs geworden waren, als Material für den Bau der Budapester Wasserwerke benötigt wurde. |
| 4       | Budapest Újpest, Sas-Csárda (Burgus Ulcisia 12)                               | Ein mutmaßlicher Ländeburgus lag möglicherweise neben der ehemaligen Sas-Csárda im Budapester Stadtteil Újpest. Ausgrabungen fanden noch nicht statt. Die Beschreibung dieser Anlage durch Lajos Nagy basiert auf Angaben von Salamon Ferenc. |
| 4       | Budapest Újpest, Népsziget (Burgus Ulcisia 13)                                | Eine weitere spekulative Fundstätte, an der sich ein Wachturm befinden könnte, liegt in südlicher Nachbarschaft zur Árpád utca auf der Népsziget. |
| 4       | Szigetmonostor–Fácános (Burgus Ulcisia 14)                                    | Lajos Nagy beobachtete im Jahr 1935 die Reste eines Wachturms auf der Szentendre-Insel. Dieser Turm soll nach in östlicher Verlängerung zum Dera-Bach inmitten der Insel liegen. Die Mündung des Dera-Bachs befindet sich am Westufer des westlichen Donauarms. Entgegen der Feststellung Lajos Nagys hat János Szilágyi festgehalten, dass in den Bauresten kein römischer Wachturm zu sehen seien. Es ist unbekannt, ob Nagy oder Szilágyi die fragliche Turmstelle besucht haben. Da aber Nagy 1935/1936 mit der Freilegung des auf der Insel liegenden Burgus Szigetmonostor-Horány beschäftigt war, liegt sein Besuch im Bereich des Möglichen. Der von Nagy zur groben Orientierung angegebene Markierungspunkt auf 109 Metern Höhe lässt sich auch heute noch finden. Das Gelände stellt sich als flacher, langgezogener Hügelrücken dar. Da hier ehemals ein Truppenübungsplatz lag, ist die Landschaft von ehemaligen Laufgräben und anderen Unebenheiten durchzogen. Varga konnte bei seiner Feldbegehung 70 Jahre nach der Ersterwähnung des Fundorts keinerlei Hinweise auf eine archäologische Stätte mehr feststellen. Auch die genaue Lage ist unbekannt. Möglicherweise würde nur eine größer angelegte Suche Erfolg bringen. Vielleicht ist die Stelle aber auch inzwischen zerstört worden. |
| 4       | Budapest                                                                      | In Budapest befand sich das Legionslager Aquincum |

## Denkmalschutz
Die Denkmäler Ungarns sind nach dem Gesetz Nr. LXIV aus dem Jahr 2001 durch den Eintrag in das Denkmalregister unter Schutz gestellt. Der Burgus Budakalász-Luppa csárda sowie alle anderen Limesanlagen gehören als archäologische Fundstätten nach § 3.1 zum national wertvollen Kulturgut. Alle Funde sind nach § 2.1 Staatseigentum, egal an welcher Stelle der Fundort liegt. Verstöße gegen die Ausfuhrregelungen gelten als Straftat bzw. Verbrechen und werden mit Freiheitsentzug von bis zu drei Jahren bestraft.